# 눌차왜성
눌차왜성(訥次倭城)은 부산광역시 강서구 눌차동에 있는 임진왜란 때 일본군이 쌓은 일본식 성곽(왜성)이다. 임진왜란때 모리 데루모토, 고바야카와 다카카게가 축성을 담당하였으며, 고바야가와 히데카네, 다치바나 무네시게, 시마즈 이에히사, 일본군 500명등이 주둔하고 수비하였다.
가덕도왜성(加德島倭城) 또는 가덕왜성(加德倭城)이라고도 한다.

## 현지 안내문
가덕도왜성은 본성을 중심으로 여러 성곽이 능선을 따라 연접되어 있는 연곽식(連郭式)이다.
70m의 산 정상부를 삭평하여 석축으로 본환(本丸)를 구축하였는데, 석축의 둘레는 86m이며 중심부에는 높이 2~3m의 석축이 잔존한다.
남쪽의 할미당을 중심으로 남북 방향으로 성벽이 축조되었고, 할미당이 있는 부분이 본환의 입구로 추정되며, 본환의 서쪽 벽은 성벽에 굴곡을 주어 치성(雉城)의 역할을 하고 있다.
본환의 남쪽으로는 가늘고 긴 지형이 계속되면서, 남쪽으로 갈수록 3~4단을 이루며 단의 동쪽과 남쪽 사면에는 1m 내외의 석축이 확인된다.
대지상으로 돌출되어 요곡륜(腰曲輪) 주 공간의 측면을 따라 길게 조성된 구역을 이루고, 북쪽으로 연속된 66.5m의 산정부도 독립된 부곽으로 연결하여 축조하였으며, 서쪽으로는 수굴로 추정되는 골짜기가 있다.
"또한 강서구 눌차동 항월 마을에서 서쪽으로 50m의 산정부도 왜성의 일부로 추정되나, 석축의 흔적은 보이지 않는다."

### 한국문물연구원 해설
부산-거제 간 연결접속도로 구간 가운데 천성-눌차 구간에 대한 문화유적 발굴조사로 한국문물연구원에서 조사하였다.
조사지역은 눌차도의 서북쪽 구릉 사면으로 부산·진해 방향으로 전망이 탁월한 곳이며, 구릉의 정상부에는 가덕왜성의 본환이 있고 지성이 남북방향의 주변으로축조되는 연곽식의 왜성이 축조되어 있는 곳이다.
조사결과, 계곡부에서는 수굴로 판단되는 유구가 1기 확인되었고 구릉 사면부에서는 곡륜의흔적으로 추정되는 단이 확인되었다. 竪掘는 길이 39m, 너비 1~3m, 깊이 63cm로 풍화암반토를 굴착하고 조성되었다. 유구의 특성상 성체의 주축과 직교하는 방향으로 조성되었으며 내부에서는 일본 대도에 부착되는 청동 부속구(䪬)가 1점 출토되었다.
조선시대 문화층에서는 현대 경작에 의한 단과는 별도로 조선시대 단이 확인되었다.
이 단은 현대의 절토로 인해 대부분 파괴된 상태로 적갈색 사질점토를 굴착하고 조성되었다. 한편 B구간 11트렌치 남벽에서 곡륜의 성토부로 추정되는 토층이 확인되었다. 이 성토부는 바닥의 적갈색 사질점토를 절토하여 그 아래쪽 경사면을 평탄화하였다.

## 역사
1593년 4월 22일 도요토미 히데요시는 모리 데루모토에게 조선 수군의 함선을 대항하기 위하여 주요 항구에 성곽을 축성할 것을 명령했는데, 가덕도에 축성이 시작되었을 것으로 생각되는 시기는 바로 이 무렵부터로 생각되며, 축성을 담당한 자는 고바야카와 다카카게와 다치바나 무네시게, 시마즈 이에히사, 일본군 병력 500명 등이었다. 사실상 당시는 본격적인 성곽이라기보다는 전략적인 요지에 간단한 임시성이 구축되었을 것으로 추정된다.
도요토미 히데요시는 가덕도왜성에 7월경 5천명의 왜군 병력에게 본성과 지성에 주둔할 것을 명령했다. 그리고 윤년 9월 25일에는 이미 고바야카와 다카카게가 도요토미 히데요시에게 가덕도 축성을 마치고 귀국하려는 의사를 밝히고 있으므로, 가덕도에 본격적인 왜성이 완성 단계에 이르른 것은 바로 이 무렵이라고 생각해도 무방할 것이다. 그렇다면 가덕도왜성의 축성기간은 임시성에서 견고성으로 완성단계에 이르기까지 길어야 약 5개월 정도 소요된 것으로 생각된다.
1593년 3월부터 재개된 임진왜란 강화교섭은 그 후 1594년과 1595년에도 계속적으로 진행되었는데, 교섭단계에 명나라는 도요토미 히데요시 군대의 조선 주둔에 불만을 표하였으며, 철수하지 않는다면 강화에 임하지 않겠다는 의사를 분명히 하였다. 이에 도요토미 히데요시의 군대는 1차로 명나라가 히데요시의 군에 대해 성곽을 파괴하고 철수할 것을 요구하자 고니시 유키나가는 1595년 4월에 허가를 받아 6월에 조선에 주둔 중이던 히데요시의 군대에 명령을 내렸다. 철수는 3단계로 계획된 것이었는데, 제1차는 거제도의 제 성, 구포왜성 등 부산포 서쪽을 중심으로 약 10개성이었으며, 제2차는 부산포의 동쪽 기장 죽성리왜성, 임랑포왜성, 서생포왜성 등의 3개성이었다. 그리고 마지막으로 제3차 계획은 부산포, 김해의 김해 죽도왜성, 안골왜성, 가덕도왜성 등의 4개성이었다.
이 3차 철수 계획은 동년말까지 철수를 완료한다는 계획이었으며, 그 절차는 먼저 단성에서 본성으로 철수한 뒤 부산포에서 최종적으로 철수한다는 계획이었다. 제2차 철수단계에서 가토 기요마사가 병력의 일부를 이끌고 기장 죽성리왜성에 들어가 개수하는 등, 성곽을 강화한 사실이 명나라에게 알려지면서 항의가 발생하였다. 이에 도요토미 히데요시는 가토 기요마사에게 귀환을 명령하였으며, 1596년 5월에 가토 기요마사는 기장 죽성리왜성을 불태우고 귀환한 사건이 발생하였다. 그리고 실제 제3차 철수는 실시되지 않았다. 3단계의 파괴 계획중에서 마지막 단계로 설정된 가덕도왜성은 여타의 3성과 마찬가지로 파괴는 물론 철수도 않았으며, 1595년경에는 다치바나 무네시게가, 1596년부터 시마즈 이에히사와 일본군 500명이 각각 주재했다.
1597년 2월 21일에 도요토미 히데요시는 재침략에 즈음하여 제 군의 부서를 지시했는데, 이 단계에서 시마즈 가문은 가덕도에서 전라도·충청도 공격 부대에 편성되었으며, 가덕도왜성에는 그밖의 다섯 곳과 함께 새로이 수비대로 다카하시 무네마스와 쓰쿠시 히로카도가 배치되었다. 시마즈 가문은 내륙으로 이동한 후 무네마스와 히로카도로부터 가덕도왜성을 인수받아 동년 6월 3일에 파괴되었으며, 병력은 인근의 웅천왜성으로 이동했다.

## 위치
눌차왜성이 있는 가덕도는 부산으로 가는 길목에 놓여져 있으며 가덕수로를 지나면 김해와 부산으로 연결하여 갈 수 있다. 특히 일본군들의 수군은 안골왜성과 웅천왜성에 포진하고 있었으며 눌차왜성은 왜군 수군을 보조하는 역할을 하는 곳이다. 가덕도를 지나면 바로 부산의 다대포로 연결이 되고 13~14km 가는 동안 일본군들이 방어할 수 있는 곳이 없는 곳이였다. 조선수군은 현재 가덕도등대가 있는 외양포와 새바지를 돌아서 부산으로 가기에는 너무나 큰 모험이라 웅천왜성과 안골왜성 그리고 눌차왜성이 있는 가덕수로를 따라 올라가야 하는 곳이며 그 곳에 일본군들은 눌차왜성을 축성하였다. 즉 반드시 조선수군이 지나가야 하는 길목에 눌차왜성을 축성하였으며 눌차왜성에서 보면 가덕수로를 따라서 지나가는 조선수군의 모습을 알 수 있다. 일본군들도 조선군이 반드시 지나가야 하는 곳에 왜성을 축성함으로 길목을 차단하고 수군들의 진출을 도모할 수 있게 된 것이다.
눌차왜성에서 직선거리로 5km안에 안골왜성과 가덕진성, 천성진성이 있으며, 10km 안에는 웅천에 있는 웅천읍성, 웅천왜성, 제포진성, 자마왜성이 있습니다. 반경이 15km를 넘어서면 김해 죽도왜성과 영등포왜성이 자리하고 있으며 웅천에는 명동왜성이 있다. 20km를 넓히면 거제 송진포왜성, 장문포왜성이 있다. 즉 조선수군이 장목진에서 눌차왜성까지 가려면 직선거리로 20km정도 되며 눌차왜성에서 부산왜성까지 또한 20~25km까지로 거제에서 부산까지 중간지점임을 알 수 있습니다. 또 김해까지도 20km로 일본군 수군입장에서는 가장 중요한 지점이라 볼 수 있다.

## 눌차도
가덕도를 보면 가덕도와 눌차도가 자리하고 있는데 눌차도에는 눌차왜성이 있으며 가덕도에는 눌차왜성의 지성이 자리하고 있다. 가덕도왜성의 천수대에서 보면 가덕수도를 지나가는 선박들을 모두 확인이 가능하며 가덕만에 있는 선박까지 모두 확인이 가능하다. 가덕도왜성의 선소의 확인이 불가능하지만 현재 외눌마을이 있는 곳이 선소가 있었던 곳이 아닌가 추정하고 있다. 항월마을이 있는 곳은 가덕만이 있는 곳보다 수심이 깊은 곳이고 조선수군이 가덕수로를 진출시 눈에 잘 보이는 곳이다. 하지만 외눌마을이 있는 곳은 왜군들의 선박을 숨기기 좋은 곳이고 선소에서 내려 눌차왜성까지 올라가기도 좋다는 의미가 있다.

## 할미당
눌차왜성의 본환에 건설된 할미당이 있는 곳으로 나무와 계단이 놓여져 있다. 할미당 옆은 담장처럼 만들어 놓은 왜성에서 사용된 성돌이 담장을 이루고 있다.